# Furia de aedilibus
Furia de aedilibus va ser una antiga llei romana instada pel dictador Marc Furi Camil l'any 368 aC (385 de la fundació de Roma). Disposava la creació d'edils (coneguts com a edils curuls) entre els patricis.